# Алекса Деми
Алекса Деми (енгл. Alexa Demie; Лос Анђелес, 11. децембар 1990) америчка је глумица најпознатија по својој улози као Меди Перез у драмској серији HBO-а, Еуфорија.

## Детињство
Деми је одгајала њена самохрана мајка, шминкерка, у Лос Анђелесу, Калифорнија. Она је Мексичког порекла са мамине стране, и Јеврејског порекла са татине стране. Завршила је средњу школу John Marshal у ЛА-у 2008. године и остала је пријатељица се неким из своје средњошколске екипе укључујући Грету Саланитри и Софију Флоренс Гирард.

## Каријера
Деми је гостовала у ТВ серијама као што су Реј Донован, Love и The OA.
У 2018. Деми се појавила у филму Mid90sУ 2019. почиње да глуми као Меди Перез у Ејч-Би-Оу ТВ серији Еуфорија. 
У августу 2018, пробијена звезда придружила се улози филма Waves заједно са Стрлинг К. Браун као и Mainstream, који је режирала Џија Капола.

## Филмографија

### Филм
| Година | Назив           | Улога           | Белешке                      |
| ------ | --------------- | --------------- | ---------------------------- |
| 2015   | Miles           | Сара            | Кратак филм                  |
| 2017   | Brigsby Bear    | Мередит         |                              |
| 2017   | To the Moon     | Вирџинија Досон | Кратак филм                  |
| 2018   | Mid90s          | Исти            |                              |
| 2019   | Waves           | Алексиз Лопез   |                              |
| ТБА    | Mainstream      |                 | Пост-продукција              |
| ТБА    | Ninteen on fire | Пејзли          | Кратак филм; Пост-продукција |

### Телевизија
| Година | Назив       | Улога      | Белешке                    |
| ------ | ----------- | ---------- | -------------------------- |
| 2016   | Реј Донован | Шери       | 3 епизоде                  |
| 2018   | Love        | Марина     | 2 епизоде                  |
| 2019   | The OA      | Ингрид     | Епизода:"Treasure Island " |
| 2019   | Еуфорија    | Меди Перез | Главна улога; 8 епизода    |

### Музички видеи

#### Гостовања
| Година | Назив   | Уметник                          | Режисер    |
| ------ | ------- | -------------------------------- | ---------- |
| 2013   | ATM Jam | Азилија Бенкс заједно са Фарелом | Рони Алвин |